# Mirafra rufocinnamomea
La alondra aplaudidora canela (Mirafra rufocinnamomea) es una especie de ave paseriforme de la familia Alaudidae propia del África subsahariana.

## Rango y población
Mirafra rufocinnamomea posee un amplio rango que abarca gran parte del continente africano, cubriendo unos 10,000,000 km². Son endémicas en los siguientes países: Angola, Benín, Botsuana, Burkina Faso, Burundi, Camerún, República Centroafricana, Chad, República Democrática del Congo, Costa de Marfil, Etiopía, Gabón, Gambia, Ghana, Kenia, Malaui, Mali, Mauritania, Mozambique, Namibia, Niger, Nigeria, Ruanda, Senegal, Somalia, Sudáfrica, Sudán, Suazilandia, Tanzania, Togo, Uganda, Zambia y Zimbabue.

## Hábitat
Sus hábitats naturales son las sabanas y las praderas bajas secas subtropicales o tropicales.